# 反スウェーデン同盟
反スウェーデン同盟（はんスウェーデンどうめい）は、1699年に北東欧諸国で結成された対スウェーデン同盟。ロシア（モスクワ大公）のピョートル1世、ザクセン選帝侯フリードリヒ・アウグスト1世（兼ポーランド王アウグスト2世）、デンマーク王フレゼリク4世によって1699年9月にザクセン選帝侯国の首都ドレスデンで結ばれた。日本では「北方同盟」と呼称される場合もある。

## 背景
スウェーデンは当時、デンマークとシュレースヴィヒ＝ホルシュタイン公国を巡る対立、ポーランド王国とはポーランドの失地を巡る対立があった。ロシアは元々、黒海進出に際して対オスマン同盟を模索していたが、フランス、イングランドの反対により頓挫し、バルト海に目を向けていた。ロシアの目論みは不凍港であった。スウェーデンをバルト海の支配者から引きずり下ろすためにもデンマークやポーランドと言った国々にはロシアの参戦が必要不可欠であった。また、不凍港を得る事はロシアにとって悲願であり、利害は一致する事となる。これら三国間の同盟工作を行ったのは、スウェーデン領リヴォニアから亡命したバルト・ドイツ人貴族ヨハン・ラインハルト・フォン・パトクルである。

## 同盟の結成
1698年から各国は秘密裏に接触を行い、1699年にドレスデンで秘密同盟が結ばれた。この同盟により、対スウェーデン攻撃は1700年1月あるいは2月に決定された。そして、デンマークは、スウェーデンと同盟を結んでいるシュレースヴィヒ＝ホルシュタイン公国（ホルシュタイン＝ゴットルプ公領）、ポーランドはスウェーデン領リヴォニア、ロシアはスウェーデン領インゲルマンランドをそれぞれ攻撃する事となった。

## 結果と影響
翌1700年初頭、反スウェーデン同盟諸国は一斉に攻撃を仕掛け、大北方戦争が開始された。スウェーデンは、一旦はデンマーク、ポーランドを屈服させたものの、大国として著しい台頭をするロシア・ツァーリ国（後のロシア帝国）やプロイセン王国の参戦によって劣勢に追い込まれ、1720年のストックホルム条約によるデンマーク、ポーランドなどとの講和、1721年のロシア帝国とのニスタット条約締結によって戦争は終結。スウェーデンはバルト帝国の地位から転落し、ロシア帝国が代わってバルト海の覇者となった。
北方同盟は、1700年にデンマーク、1706年にポーランドが脱落したが、1709年のポルタヴァの戦い以降、ロシアが主体となって再結成された。さらに1715年までにイギリス、プロイセンが同盟に加わった。両国は、1720年にスウェーデンとの講和が成立したことで同盟から離脱した。
スウェーデン王カール12世が戦没した1718年以後、北方同盟は権力の空白を巡って分裂し始めた。しかし長期に渡る戦争で、スウェーデンは国力を消耗しており、北方同盟諸国に対して反撃を期す力は残されていなかった。その一方、デンマークは現状を維持し、ポーランドはその目論見を失ったが、この同盟で一番利益を受けたのがロシアだった。バルト海世界における覇権を獲得したことで、ロシアはヨーロッパの列強の一角に浮上し、東欧のみならず、北欧においても最強国となった。この同盟の意義は、北東欧の勢力図を塗り替えたことを意味していた。バルト海南岸ではプロイセン王国が台頭し、東欧ではロシア帝国が最終的な勝利者となったのである。

## 再結成
- 1709年： ソーン条約 - ロシアとポーランド・リトアニア共和国
- 1709年： ドレスデン条約 - デンマーク＝ノルウェーとポーランド・リトアニア共和国
- 1709年： コペンハーゲン条約 - ロシアとデンマーク＝ノルウェー
- 1710年： ハノーファー条約 - ハノーファー選帝侯
- 1713年： シュヴェート条約 - ロシアとブランデンブルク＝プロイセン
- 1715年： ベルリン条約 - イギリスとデンマーク＝ノルウェー
- 1715年： シュテッティン条約 - イギリスとブランデンブルク＝プロイセン
- 1715年： グライフスヴァルト条約 - イギリスとロシア